# Гавайи 5.0 (10-й сезон)
Десятый сезон американского телесериала «Гавайи 5.0», премьера которого состоялась на канале CBS 27 сентября 2019 года, а заключительная серия вышла 3 апреля 2020 года. CBS продлил телесериал на десятый сезон 9 мая 2019 года. Шоу является ремейком телесериала 1968-80 годов.
Телесериал был разработан Питером М. Ленковым, Алексом Куртцманом и Роберто Орси. Сериал рассказывает о работе специального подразделения полиции под руководством бывшего морского офицера Стива Макгарретта (Алекс О’Лафлин) на Оаху.
28 февраля 2020 года канал CBS объявил что десятый сезон станет финальным для всего сериала.

## В ролях

### Основной состав
- Алекс О’Лафлин — Стив Макгарретт
- Скотт Каан — Дэнни «Дэнно» Уильямс
- Миган Рат — Тани Рэй
- Хорхе Гарсиа — Джерри Ортега
- Беула Коале — Джуниор Рейгнс
- Тэйлор Уайли — Камекона
- Деннис Чун — сержант Дюк Лукела
- Кими Балмилеро — доктор Нойлани Куна
- Чи Макбрайд — Лу Гровер
- Иэн Энтони Дейл — Адам Ношимури
- Катрина Ло — Куинн Лю

### Приглашенные звезды
- Кристин Лахти — Дорис Макгарретт
- Кейт Сигел - Лесли
- Роб Морроу — Уэс Каллен
- Джоуи Лоуренс - Аарон Райт
- Маси Ока - Доктор Макс Бергман
- Бенито Мартинес - Капитан Матео Диас
- Мишель Хёрд - Рене Гровер
- Метта Уорлд Пис - сам себя
- Эллен Холлман - Оливия Паркс

## Эпизоды
| № общий | № в сезоне | Название | Режиссёр        | Автор сценария                                                    | Дата премьеры    | Произв. код | Зрители в США (млн) |
| --- | ---------- | --- | --------------- | ----------------------------------------------------------------- | ---------------- | ----------- | ------------------- |
| 219 | 1          | «Ua ʻeha ka ʻili i ka maka o ka ihe (The skin has been hurt by the point of the spear)» «Кожа была повреждена острием копья»                       | Дуан Кларк      | История: Питер М. Ленков Телеадаптация: Дэвид Волков & Мэтт Вилер | 27 сентября 2019 | 1001        | 6.80                |
| Новый союзник помогает Макгарретту и Пять-0, когда боссы мафии на острове становятся мишенью убийцы. Также, Пять-0 прощаются с одним из своих. |            | |                 |                                                                   |                  |             |                     |
| 220 | 2          | «Kuipeia e ka makani apaa (Knocked flat by the wind; sudden disaster)» «Сбитый с ног ветром; внезапная катастрофа»                                 | Карен Гавиола   | Талия Гонзалез & Бисанна Масуд                                    | 4 октября 2019   | 1002        | 6.56                |
| Тани и Джуниор оказываются в смертельной ловушке после обрушения туннеля и должны спасти себя и нескольких мирных жителей, в то время как Пять-0 расследует причину и виновников обрушения. Кроме того, Эдди использует свой полевой опыт и обнаруживает бомбу, заложенную в доме МакГарретта |            | |                 |                                                                   |                  |             |                     |
| 221 | 3          | «E uhi ana ka wa i hala i na mea i hala (Passing time obscures the past)» «Проходящее время заслоняет прошлое»                                     | Брэд Тёрнер     | Дэвид Волков & Мэтт Вилер                                         | 11 октября 2019  | 1003        | 7.09                |
| Пять-0 расследует дело,связанное с загадочным крушением самолета в Тихом океане в 80-х годах, но с недавно убитым аквалангистом внутри. Тем временем, пока МакГарретт и Куинн выясняют, кто заложил бомбу в его гараже, и Стив официально просит ее присоединиться к Пять-0, Куинн арестована за отмывание денег. |            | |                 |                                                                   |                  |             |                     |
| 222 | 4          | «Ukuli'i ka pua, onaona i ka mau'u (Tiny is the flower, yet it scents the grasses around it)» «Крошечный цветок, но он пахнет травами вокруг него» | Питер Уэллер    | Зои Робин                                                         | 18 октября 2019  | 1004        | 6.34                |
| 5.0 обращаются к заключенному в тюрьме хакеру Аарону Райту, в надежде на его помощь, когда, как сообщается, оказывается похищена девушка. Однако после спасения, когда преступники мертвы, а похищенная в безопасности, становится известно, что она совсем не та, за кого себя выдает. |            | |                 |                                                                   |                  |             |                     |
| 223 | 5          | «He 'oi'o kuhihewa; he kaka ola i 'ike 'ia e ka makaula» «Не вините призраков и духов, ответственность всегда на человеке»                         | Янгзом Брауен   | Зои Робин & Роб Ханнинг                                           | 25 октября 2019  | 1005        | 6.70                |
| Команда 5.0 расследует убийство во время вторжения в частный дом, произошедшее после побега чрезвычайно опасного преступника из заключения. Тем временем Макс возвращается на остров с неким гостем. |            | |                 |                                                                   |                  |             |                     |
| 224 | 6          | «A‘ohe Pau Ka ‘ike I Ka Halau Ho‘okahi (Not Available To The One-Bedroom)» «Не доступен для одной спальни»                                         | Карен Гавиола   | Даппи Деметриус                                                   | 1 ноября 2019    | 1006        | 7.13                |
| МакГаррет и его команда проводят расследование, где в качестве орудия убийства была использована машина с героином... Без водителя. Теперь герои считают, что это может стать новым средством доставки наркотиков. Кроме того Тани и Куинн застряли вместе с парой ютуберов, которых они привезли вместе с 5.0. |            | |                 |                                                                   |                  |             |                     |
| 225 | 7          | «Ka 'i'o (DNA)» «ДНК» | Алекс О'Локлин  | Алекс О'Локлин                                                    | 8 ноября 2019    | 1007        | 7.13                |
| Когда оперативник ЦРУ встречается со Стивом, Дэнни и Лу и сообщает им, что другой оперативник ЦРУ был найден мертвым в Мексике с пулей, соответствующей оружию, выданному Дорис, Стиву приказано отправиться в Мексику в одиночку, чтобы найти ее. Тем временем, находясь в Мексике, Джуниор следит за Стивом с помощью камер наблюдения и идет ему на помощь. После проникновения в хранилище наркоторговца Стив и Джуниор находят Дорис.                                                          |            | |                 |                                                                   |                  |             |                     |
| 226 | 8          | «Ne'e aku, ne'e mai ke one o Punahoa (That way and this way shifts the sand of Punahoa)» «Таким образом и этот путь сдвигает песок Пунахоа»        | Карлос Бернард  | Чи МакБрайд и Мэтт Уилер                                          | 15 ноября 2019   | 1008        | 7.36                |
| Five-0 и DEA объединяются, чтобы найти человека, который сбил вертолет с героином на 10 миллионов долларов. Вскоре после этого МакГаррет начинает подозревать одного из членов DEA. Тем временем, МакГарретт продолжает оплакивать потерю своей матери, пока он работает над делом. Кроме того, племянница Гровера приезжает на Гавайи, чтобы попробовать себя в баскетболе в Гавайском университете. Гровер вскоре обнаруживает, что его племянница была исключена из школы за вступление в банду. |            | |                 |                                                                   |                  |             |                     |
| 227 | 9          | «Ka La‘au Kumu ‘ole O Kahilikolo (The trunkless tree of Kahilikolo)» «Безствольное дерево Кахиликоло»                                              | Рон Андервуд    | Пол Греллонг и Ноа Евслин                                         | 22 ноября 2019   | 1010        | 7.33                |
| Наступает День Благодарения, но героям не до праздничного обеда. Полиция расследует убийство филантропа, из обширной коллекции которого пропало редкое и ценное дерево. В это время Тани и Джуниор заняты другим делом: кто-то ограбил дом родителей Джуниора. В жилище Дэнни обнаруживают опасную плесень, поэтому мужчина вместе со всеми вещами переезжает к МакГаррету. |            | |                 |                                                                   |                  |             |                     |
| 228 | 10         | «O 'oe, a 'owau, nalo ia mea (You and me; it is hidden)» «Ты и я; это скрыто»                                                                      | Кристин Уинделл | Пол Греллонг и Роб Ханнинг                                        | 6 декабря 2019   | 1009        | 6.55                |
| Население Гавайев в шоке: полиция расследует три убийства, которые произошли вдалеке друг от друга, но связаны с одним и тем же убийцей. Удастся ли героям найти преступника и снова сделать остров безопасным? В это время карьера Адама в правоохранительных органах оказывается под угрозой, когда его девушку Тамико похищают якудза. Тани и Джуниор помогают Лу с переездом. |            | |                 |                                                                   |                  |             |                     |
| 229 | 11         | «Kā i ka ‘ino, no ka ‘ino (To return evil for evil)» «Отвечать злом на зло»                                                                        | Карен Гавиола   | Шервуд Кендалл                                                    | 13 декабря 2019  | 1011        | 6.57                |
| Полиция Гавайев расследует нападение с вертолета, в ходе которого погибло семь человек. Обстоятельства заставляют Адама уйти из правоохранительных органов и погрузиться в сложные отношения с якудза. В ходе расследования команда находит подозреваемого, который может быть причастен к случаю с вертолетом, но смогут ли герои узнать всю правду об этом человеке? |            | |                 |                                                                   |                  |             |                     |
| 230 | 12         | «Ihea ‘oe i ka wa a ka ua e loku ana? (Where were you when the rain was pouring?)» «Где ты был, когда шел дождь?»                                  | Кэти Бойум      | Питер М. Ленков & Дэвид Волков                                    | 3 января 2020    | 1012        | 8.06                |
| МакГаррет и команда разыскивают человека, который может быть связан с исчезновением списка секретных агентов ЦРУ. В ходе расследования полиция Гавайев сталкивается с Томасом Магнумом и Хиггинс, которые заняты тем же делом, и стороны решают объединить усилия. В это время Тани пытается поговорить с Адамом, а Хиггинс дает девушке ценный совет об отношениях. |            | |                 |                                                                   |                  |             |                     |
| 231 | 13         | «Loa‘a pono ka ‘iole i ka pūnana (The rat was caught right in the nest)» «Крысу поймали прямо в гнезде»                                            | Антонио Негрет  | Крис Ву & Шервуд Кендалл                                          | 10 января 2020   | 1013        | 7.75                |
| Играя в гольф в престижном загородном клубе, Гровер неожиданно для себя оказывается втянут в расследование убийства, когда на территории клуба обнаруживают труп. В это время между Дэнни и Чарли возникают разногласия, а МакГаррет должен поддержать одного из них. Пока Адам выбирает между полицией и якудза, Тани получает шокирующие новости. |            | |                 |                                                                   |                  |             |                     |
| 232 | 14         | «I ho‘olulu, ho‘ohulei ‘ia e ka makani (There was a lull, and then the wind began to blow about)» «Сначала было тихо, а затем поднялся ветер»      | Питер Уэллер    | История: Питер М. Ленков Телеадаптация: Пол Греллонг              | 31 января 2020   | 1014        | 7.56                |
| Риск и опасность подстерегают отважных сотрудников полиции Гавайев на каждом шагу. Дэнни попадает в ДТП, машина зависает над пропастью, и герой бежит наперегонки со временем, пытаясь спасти женщину, с которой он только что познакомился. В это время МакГаррет пытается понять, что не так с собакой Эдди, а в участок возвращается старый коллега. |            | |                 |                                                                   |                  |             |                     |
| 233 | 15         | «He Waha Kou O Ka He‘e (Yours is the mouth of an octopus)» «У тебя рот осьминога»                                                                  | Иэн Энтони Дейл | Мэтт Вилер & Чи Макбрайд                                          | 7 февраля 2020   | 1015        | 6.69                |
| Возвращение Адама оказывается как нельзя кстати. Гровер узнает, что его любимая племянница, учащаяся в полицейской академии, без вести пропала прямо из кампуса. Расследование приводит героев к бойфренду исчезнувшей, который оказывается не тем, за кого себя выдает. Старые связи Адама среди якудза могут снова пойти на пользу герою и его друзьям. |            | |                 |                                                                   |                  |             |                     |
| 234 | 16         | «He kauwā ke kanaka na ke aloha» «Мужчина - раб любви»                                                                                             | Джерри Ливайн   | Роб Ханнинг                                                       | 14 февраля 2020  | 1016        | 6.95                |
| Полиция Гавайев расследует загадочное убийство тайского дипломата. Превой подозреваемой становится бывшая жена жертвы, но в ходе поиска доказательств вины Дэни начинает догадываться, что женщина покрывает настоящего убийцу. В это время Тани и Ноелани оказываются в заложниках в маленьком продуктовом магазинчике прямо в День влюбленных. |            | |                 |                                                                   |                  |             |                     |
| 235 | 17         | «He kohu puahiohio i ka ho‘olele i ka lepo i luna» «Словно вихрь, вздымающий пыль»                                                                 | Карен Гавиола   | Мэтт Вилер & Пол Греллонг                                         | 21 февраля 2020  | 1017        | 6.66                |
| В руках команды оказывается дело о серии убийств, каждое из которых таинственным образом связано с неизвестным и неопубликованным романом 1920-х. В городе снова появляется специальный агент Гарри Лэнгфорд, чья жизнь снова оказалась в опасности. Тани и Джуниор решают начать отношения заново, а Адам продолжает собирать улики против якудза. |            | |                 |                                                                   |                  |             |                     |
| 236 | 18         | «Nalowale i ke ‘ehu o he kai» «Потерянный в брызгах морской воды»                                                                                  | Тейт Донован    | История: Зои Робинс Телеадаптация: Талия Гонзалез & Бисанна Масуд | 28 февраля 2020  | 1018        | 6.81                |
| Полиция расследует убийство на борту корабля береговой охраны, и герои начинают подозревать, что пираты притворяются служителями закона, чтобы беспрепятственно поникать на морские суда. В это время в руках Адама оказывается ключевая улика, способная навсегда избавить Гавайи от якудза, а Ноелани решает внимательнее присмотреться к смерти своего дяди и обращается к Куинн за помощью. |            | |                 |                                                                   |                  |             |                     |
| 237 | 19         | «E ho'i na keiki oki uaua o na pali» «Домой возвращаются храбрейшие парни с холмов»                                                                | Джефф Шотц      | Роб Ханнинг & Ноа Ивслин                                          | 6 марта 2020     | 1019        | 6.98                |
| Полиция расследует таинственное убийство фермера, на участке которого были обнаружены человеческие останки. По легенде, на этой ферме спрятаны золотые монеты времен Гражданской войны – не стало ли это поводом для преступления? В это время к Куинн обращается за помощью дочь бывшего мужа героини: отец девушки пропал без вести. |            | |                 |                                                                   |                  |             |                     |
| 238 | 20         | «He puhe'e miki» «Цепкая каракатица» | Энди Армаганян  | Крис Ву & Шервуд Кендалл                                          | 13 марта 2020    | 1020        | 7.11                |
| Команда берется за новое дело: ограбление неосмотрительных туристов превратилось в двойное убийство, и полиции нужно найти преступников. Тани помогает Герарду справиться с шоком, когда герой узнает об убийстве, совершенном родным дядей. МакГаррет снова сталкивается с прошлым, получив посылку от матери, которая умерла четыре месяца назад. |            | |                 |                                                                   |                  |             |                     |
| 239 | 21         | «A 'ohe ia e loa'a aku, he ulua kapapa no ka moana» «Его не поймаешь, ведь он глубоководный»                                                       | Родерик Дэвис   | Дэвид Волков & Питер М. Ленков                                    | 27 марта 2020    | 1021        | 8.44                |
| МакГаррет и команда расследуют провальную попытку проникновения в дом и похищения. Самое интересное начинается, когда полиция узнает, как пострадавшему удалось остановить преступников и кем он является на самом деле. Одновременно с этим МакГаррет получает от матери зашифрованное письмо и, к полному изумлению коллег, принимает серьезное решение. |            | |                 |                                                                   |                  |             |                     |
| 240 | 22         | «Aloha» «Алоха» | Дуан Кларк      | История: Питер М. Ленков Телеадаптация: Дэвид Волков & Мэтт Вилер | 3 апреля 2020    | 1022        | 9.59                |
| Когда Стив и Линкольн направляются к человеку, способному разгадать шифр, Дэнни просит друзей помочь ему избавиться от преследования. Вскоре полицейским придется выбирать между раскрытием дела и жизнью коллеги – смогут ли они сделать правильный выбор? На помощь команде приходит система распознавания лиц, а впереди их ждет трогательное прощание. |            | |                 |                                                                   |                  |             |                     |